# Cornelius XFG-1
Cornelius XFG-1 foi um planador militar criado em 1944, nos EUA, de para o carregamento de combustível.
Foi a primeira aeronave a ser fabricada com asa com enflechamento negativo.

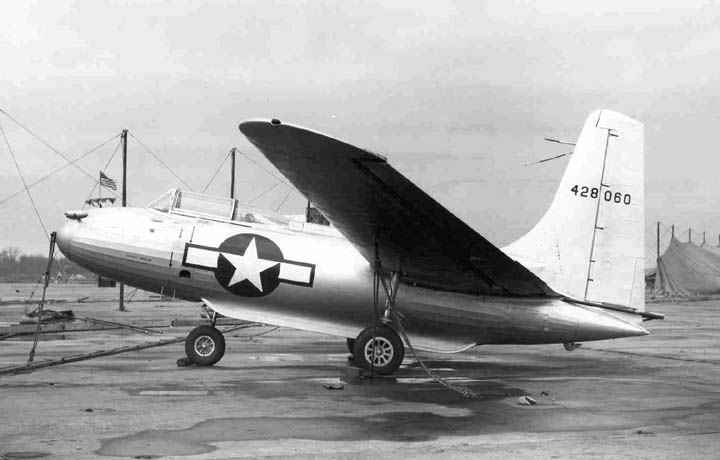